# ناتان الترمان
ناتان ألترمان (بالعبرية: נתן אלתרמן) (14 أغسطس، 1910 - 28 مارس، 1970) شاعر وكاتب مسرحي وصحفي ومترجم إسرائيلي، وهو أحد أعضاء حركة إسرائيل الكاملة. في عام 1968 حاز على جائزة إسرائيل للأدب. وفي عام 2011، تم اختياره لوضع صورته على العملة الإسرائيلية من فئة 200 شيكل الجديدة، التي صدرت مع حلول عام 2016.

## السيرة
ولد ناتان ألترمان في وارسو، بولندا (التي كانت جزءًا من الإمبراطورية الروسية). في عام 1925 حينما بلغ عمره 15 عامًا هاجر إلى فلسطين مع عائلته واستقر في تل أبيب، وتابع دراسته في مدرسة هرتسليا الثانوية. وعندما بلغ عمره 19 عامًا، سافر إلى باريس للدراسة في جامعة باريس (تعرف أيضًا باسم السوربون)، ولكن بعد عام واحد قرر أن يذهب إلى نانسي لدراسة الهندسة الزراعية.
على الرغم من علاقاته الوثيقة بينه وبين عائلته وأصدقائه في تل أبيب والزيارات في الإجازات، قضى ألترمان ثلاث سنوات في فرنسا، وتأثر بشدة بالمجتمع الفرنسي وكان يتواصل بين الحين والآخر مع الفنانين والكتاب الفرنسيين. في عام 1932 عاد إلى تل أبيب وبدأ العمل في المدرسة الزراعية "أمل إسرائيل"، ولكن سرعان ما تركها لصالح العمل بالصحافة ونشر القصائد العبرية.
عمل بالصحف العبرية (هاآرتس، دڤار، طوريم ومعاريڤ)، واشتهر «بالعمود الأسبوعي» الذي كان ينشره في صحيفة دڤار، حيث كان يتضمن «النقد الاجتماعي الساخر». ألف أناشيد وأشعار عبرية كثيرة في الحب والطبيعة والجمال والمناظر وأشعارًا أخرى للأطفال. وله ترجمات عبرية لشكسبير وراسين، وترجم أيضًا من الكتب الكلاسيكية وحديثة العهد. وألف مسرحيتين.

### جوائزه

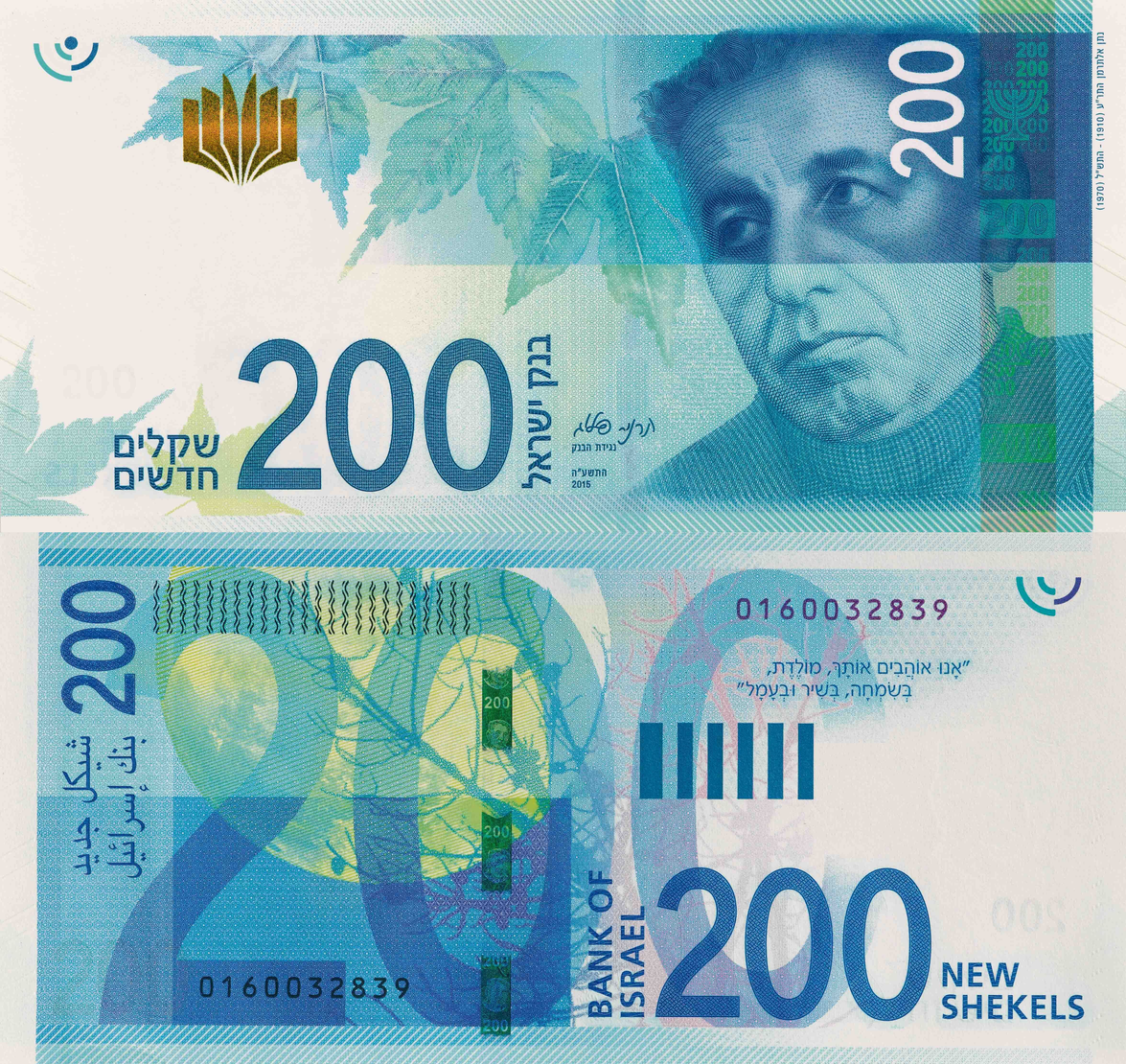
ناتان ألترمان على فئة 200ش.ج الجديدة.

- 1946: نال جائزة تشرنحوفسكي لأعمال الترجمة المثالية.
- 1947: نال جائزة روبين لكتابته «فرحة الفقراء».
- 1957: نال جائزة بياليك للأدب.
- 1967: نال مرة أخرى جائزة تشرنحوفسكي لترجمة مسرحيات موليير.
- 1968: نال جائزة إسرائيل للأدب.

### أعماله
- 1938: نجوم الخارج (شعر)
- 1941: فرحة الفقراء (شعر)
- 1944: طاعون القصائد
- 1948 و1954: العامود السابع (مجلدين)
- 1957: مدينة الحمامة

## طالع أيضًا
- شاؤول تشرنحوفسكي

## وصلات خارجية
- ناتان الترمان على موقع IMDb (الإنجليزية)
- ناتان الترمان على موقع ميوزك برينز (الإنجليزية)